# Borgia (telessérie)
Borgia (também conhecido como Borgia: Faith and Fear) é uma série de televisão franco-alemã de drama histórico criada por Tom Fontana. O programa narra a ascensão da família Bórgia ao poder e posterior dominação dos Estados Papais durante o Renascimento.
Borgia estreou na Itália via Sky Itália a 10 de Julho de 2011 e depois na América do Norte via Netflix a 2 de Outubro de 2011. Foi renovada para uma segunda temporada, que estreou em França no Canal + a 18 de Março de 2013 e na Netflix a 1 de Maio de 2013. A Terçeira e ultima série estreou em França no Canal + a 15 de Setembro de 2014, e na Netflix a 1 de Novembro de 2014. O ultimo episódio da série foi ao ar no dia 27 de Outubro de 2014 no Canal +, encerrando a série com 38 episódios.

## Elenco
- John Doman – Rodrigo Borgia/Alexandre VI
- Mark Ryder – Cesare Borgia
- Marta Gastini – Giulia Farnese
- Isolda Dychauk – Lucrezia Borgia
- Stanley Weber – Juan Borgia
- Assumpta Serna – Vannozza Cattanei
- Diarmuid Noyes – Alessandro Farnese
- Udo Kier – Papa Inocêncio VIII
- Rudolf Martin – Franceschetto Cybo
- Christian McKay – Ascanio Sforza
- Dejan Čukić – Giuliano della Rovere
- Victor Schefé – Johann Burchard
- Andrea Sawatzki – Adriana de Mila
- Laura Fedorowycz – Silvia Ruffini